# 6426 Vanýsek
A 6426 Vanýsek (ideiglenes jelöléssel 1995 ED) a Naprendszer kisbolygóövében található aszteroida. Miloš Tichý fedezte fel 1995. március 2-án.